# Okolona (Arkansas)
Pour les articles homonymes, voir Okolona.
Okolona est une municipalité du comté de Clark, dans l'État de l'Arkansas aux États-Unis.

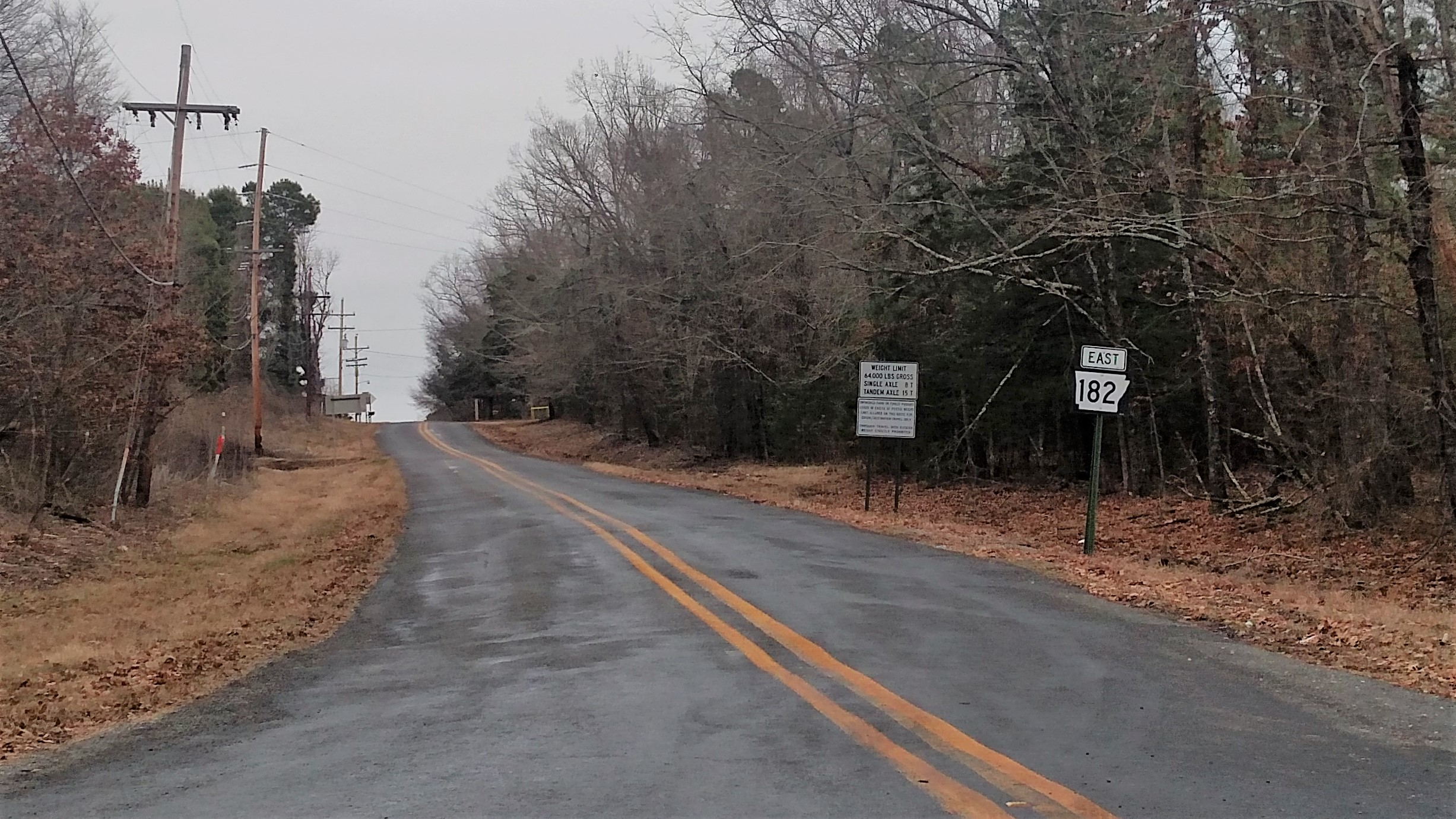
Arkansas Highway 182 à Okolona, janvier 2018

## Démographie
| 1910 | 1920 | 1930 | 1940 | 1950 | 1960 |
| ---- | ---- | ---- | ---- | ---- | ---- |
| 399  | 492  | 460  | 525  | 458  | 344  |

| 1970 | 1980 | 1990 | 2000 | 2010 | - |
| ---- | ---- | ---- | ---- | ---- | - |
| 233  | 200  | 113  | 160  | 147  | - |